# Ikh Khorig

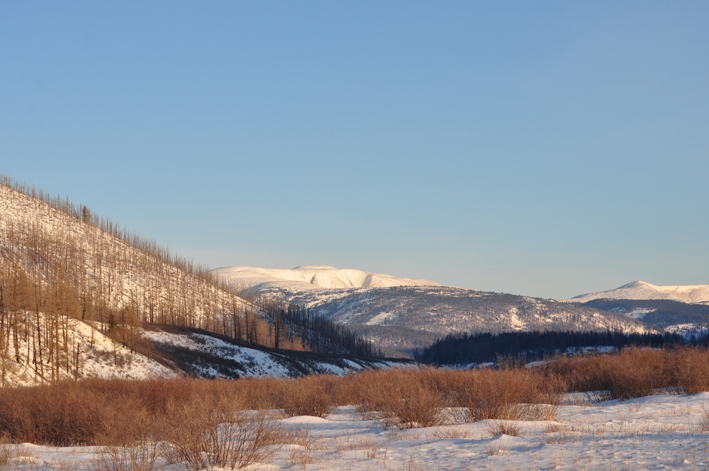
Berget Burkhan Khaldun.

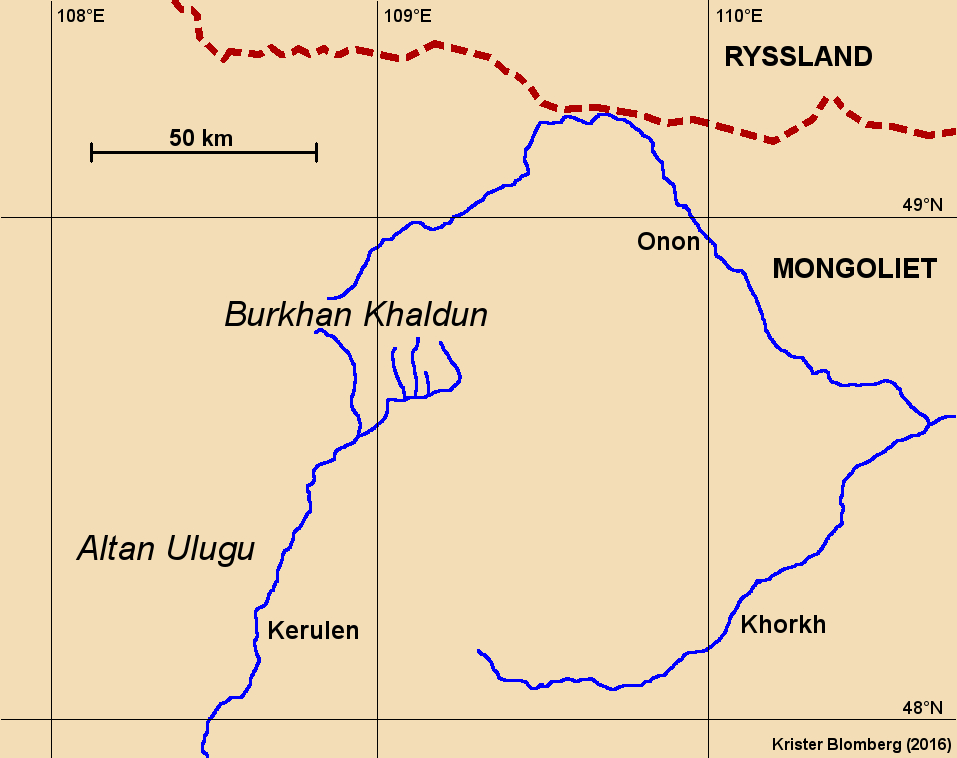
Karta över området runt Ikh Khorig.

Ikh Khorig eller Det stora tabut (大禁忌; Dà jìnjì) är det område där Djingis khan och hans ättlingar tros vara begravda.
Efter Djingis khans död 1227 blev området kring berget Burkhan Khaldun känt som Ikh Khorig. Området upptar ungefär 240 kvadratkilometer. Under 800 år, fram till 1989, har området varit stängt för arkeologer.